# Revolting Cocks
Revolting Cocks — американо-бельгийская индастриал-рок-группа. Возникла как совместный проект Эла Йоргенсена из Ministry, Ричарда-23 из Front 242 и Люка ван Акера.

## Дискография

### Альбомы
- 1985 — Big Sexy Land
- 1987 — Live! You Goddamned Son of a Bitch!
- 1990 — Beers, Steers & Queers
- 1993 — Linger Ficken' Good
- 2006 — Cocked & Loaded
- 2007 — Cocktail Mixxx
- 2008 — Sex-o Olympic-o
- 2009 — Sex-O Mixxx-O
- 2010 — Got Cock?
- 2011 — Got Mixxx?

### Синглы
- 1985 — «No Devotion»
- 1986 — «You Often Forget»
- 1988 — «Stainless Steel Providers»
- 1989 — «(Let’s Get) Physical»
- 1991 — «Beers, Steer and Queers Remixes»
- 1993 — «Crackin' Up»
- 1993 — «Da Ya Think I’m Sexy?»

## Видеография

### VHS
- 1987 — Live! You Goddamned Son of a Bitch!

### Видеоклипы
- 1989 — «Stainless Steel Providers»
- 1993 — «Crackin' Up»
- 1993 — «Da Ya Think I’m Sexy?»
- 2006 — «Fire Engine»